# Battle Through the Heavens
Fight Break Spheres (En Chino Simplificado: 斗破苍穹, Chino Tradicional: 鬥破蒼穹, Pinyin: Dòupò Cāngqióng, también conocida como: "Fights Break Sphere"), es una serie de televisión china que fue estrenada el emitida del 3 de septiembre del 2018 hasta el 25 de octubre del 2018 por medio de Hunan TV. La serie es una adaptación de la popular novela "Battle Through the Heavens" (Chino: 斗破蒼穹) de Tiancan Tudou.

## Argumento
Xiao Yan, es el hijo de Xiao Zhan y Gu Wenxin. A la edad de nueve años, su madre es asesinada por enemigos y su padre se cerró y nunca habló de lo sucedido y ahora con quince años, su arte marcial no ha progresado. Un día Xiao Yan, se encuentra con el anciano Yao Chen y con su ayuda hace grandes avances en sus artes marciales y aprende poco después descubre al principal instigador responsable del ataque y muerte de su madre.
Xiao Yan, decide inscribirse en la academia Jianan y pronto se hace amigo de los discípulos, sin embargo luego de ser incriminado, se ve obligado a escapar. Cuando descubre que su familia ha sido condenada, Xiao Yan decide vengarse por la muerte de su madre y encontrar justicia de Jianghu, y con la ayuda de Xiao Xun'er deciden desafiar a las fuerzas del mal.

## Personajes

### Personajes Principales
| Actor               | Personaje                    | N.º de episodios | Notas |
| ------------------- | ---------------------------- | ---------------- | --- |
| Leo Wu Shi Xiaosong | Xiao Yan Xiao Yan (de joven) | 45               | Es el hijo menor de Xiao Zhan y Gu Wenxin, así como el discípulo del señor de la medicina Yao Chen. Xiao Yan es un genio en las artes marciales.                                 |
| Lin Yun             | Xiao Xun'er                  | 45               | Es una de las descendientes de la tribu Gu, así como Una de las dos esposas de Xiao Yan. Xiao Xun'er fue adoptada por la familia de Xiao Yan desde joven y le es leal.           |
| Baron Chen          | Yao Chen                     | -                | Es conocido como el "Medicine Lord" (Señor de la medicina), anteriormente fue maestro en el Xing Yun Pavilion. Yao Chen es el maestro de Xiao Yan.                               |
| Li Qin              | Xiao Yixian                  | -                | Es la hija de Hai Bodong, el Rey del Hielo, así como descendiente de la tribu Mite'er. Yixian es la amiga de Xiao Yan, y cuyo cuerpo está lleno con diferentes tipos de venenos. |
| Xin Zhilei          | Medusa                       | -                | Es la reina de la Tribu "Snake" y la segunda esposa de Xiao Yan. |
| Liu Meitong         | Nalan Yanran                 | -                | Es un descendiente de la tribu Nalan y la amante de la secta "Yunlan". Yanran es la ex-prometida de Xiao Yan, a quien deja después de que él pierde sus habilidades.             |

### Personajes Secundarios

#### Academia Jianan
| Actor       | Personaje               | N.º de episodios | Notas |
| ----------- | ----------------------- | ---------------- | --- |
| Xiao Zhan   | Lin Xiuya               | -                | Es el líder de las fuerzas "Wolf Teeth", un experto en cazar bestias mágicas.                              |
| Wu Jiacheng | Wu Hao ("Bloody Sword") | -                | Es conocido como "Bloody Sword", es un miembro de la academia con un talento en la medicina.               |
| Peng Chuyue | Han Xian                | -                | Es el líder del sector médico, así como el hermano de Xiao Yan                                             |
| Gu Jiacheng | Hu Jia ("Demon Girl")   | -                | Conocido como "Demon Girl", Hu Jia es el nieto del subdirector de la academia Jianan.                      |
| Su Qianwei  | Ruo Lin                 | -                | Es el Gran maestro de Taidou, así como el maestro de Xiao Yan y Xiao Xuner.                                |
| Ling Xiaosu | Han Feng                | -                | Es un maestro del Xing Yun Pavillon, así como un mayor de la academia Jianan. Es el discípulo de Yao Chen. |
| Hua Cheng   | Bai Cheng               | -                | Es un discípulo mayor.                                                                                     |

#### Tribu Xiao
| Actor        | Personaje | N.º de episodios | Notas                                                             |
| ------------ | --------- | ---------------- | ----------------------------------------------------------------- |
| Rongguang Yu | Xiao Zhan | -                | Es el líder de la tribu Xiao y el padre de Xiao Yan.              |
| Li Shen      | Xiao Ding | -                | Es el líder del ejército "Mo Tie" y el hermano mayor de Xiao Yan. |
| Yan Xi       | Xiao Li   | -                | Es el segundo hermano mayor de Xiao Yan.                          |

#### Tribu Gu
| Actor      | Personaje | N.º de episodios | Notas |
| ---------- | --------- | ---------------- | --- |
| Carman Lee | Gu Wenxin | -                | Es la madre de Xiao Yan y la discípula de Yao Chen. Wenxin es asesinada por sus enemigos cuando su hijo apenas tenía nueve años. |
| Li Zifeng  | Gu Yuan   | -                | Es el hermano de Gu Wenxin y el padre de Xiao Xuner.                                                                             |
| Miao Yilun | Gu Tianyi | -                | Es el hermano de Xiao Xuner. |

#### Tribu Nalan(Secta Yunlan)
| Actor         | Personaje | N.º de episodios | Notas |
| ------------- | --------- | ---------------- | --- |
| Norman Chui   | Nalan Jie | -                | Es un mayor de la tribu Nalan y abuelo de Nanlan Yanran.                                                                            |
| Su Qing       | Yun Yun   | -                | Es el discípulo más antiguo de la Secta Yunlan y el maestro de Nalan Yanran.                                                        |
| Zeng Jiang    | Yun Shan  | -                | exlíder de la Secta "Yunlan" y maestro de Yun Yun.                                                                                  |
| Cheng Haofeng | Gu He     | -                | Es uno de los mayores de la Secta "Yulan" y un gran admirador de Yun Yun. Gu He es el practicante número uno en medicina del mundo. |

#### Tribu Mite'er
| Actor      | Personaje   | N.º de episodios | Notas |
| ---------- | ----------- | ---------------- | --- |
| Qiu Xinzhi | Hai Bodong  | -                | Es un gran anciano de la tribu Mite'er, conocido como el "Rey de Hielo" ("Ice King"). Y uno de los diez mejores expertos de Jia Ma Empire. |
| Zhu Xiaoyu | Mi Tengshan | -                | Líder de la tribu Mite'er. |

#### Tribu Snake
| Actor     | Personaje | N.º de episodios | Notas                      |
| --------- | --------- | ---------------- | -------------------------- |
| Du Chun   | Mobasi    | -                | Líder de la tribu Snake.   |
| Xu Kelong | Qing Lin  | -                | General de la tribu Snake. |

### Otros
| Actor        | Personaje | N.º de episodios | Notas                               |
| ------------ | --------- | ---------------- | ----------------------------------- |
| Ding Qiao    | Mo Cheng  | -                | -                                   |
| Guo Xiaofeng | Fa Ma     | -                | -                                   |
| Chen Zexi    | Ye Lan    | -                | Príncipe Heredero del Reino Chuyun. |
| Guo Ziyu     | Fan Ling  | -                | Líder de la Secta Blood.            |
| Miao Haojun  | Ge Ye     | -                | -                                   |
| Gong Rui     | Yun Zhen  | -                | -                                   |
| Dou Bolin    | Mo Li     | -                | -                                   |
| Wang Wanjuan | -         | -                | -                                   |

## Episodios
La serie estuvo conformada por 45 episodios.

### Rating
| Episodio | Emisión                 | Promedio de Audiencia Compartida (CSM52) | Promedio de Audiencia Compartida (CSM52) | Promedio de Audiencia Compartida (CSM52) |          | Promedio de Audiencia Compartida (promedio nacional) | Promedio de Audiencia Compartida (promedio nacional) | Promedio de Audiencia Compartida (promedio nacional) |
| Episodio | Emisión                 | Raitings                                 | Audiencia compartida                     | Ranking                                  | Raitings | Audiencia compartida                                 | Ranking                                              |                                                      |
| -------- | ----------------------- | ---------------------------------------- | ---------------------------------------- | ---------------------------------------- | -------- | ---------------------------------------------------- | ---------------------------------------------------- | ---------------------------------------------------- |
| 1-2      | 3 de septiembre de 2018 | 0.674%                                   | 5.859%                                   | 1                                        | 0.42%    | 4.64%                                                | 1                                                    |                                                      |

## Música
La banda sonora de Battle Through the Heavens OST de la serie estuvo confirmada por 10 canciones.
El tema de inicio "Jackdaw Teenagers" fue interpretado por Hua Chenyu, mientras que el tema de cierre fue "Battle Through the Heavens" fue interpretado por Xiao Zhan, Gu Jiacheng, Wu Jiacheng y Peng Chuyue (miembros de X NINE).
| No. | Intérprete (es)                                   | Canción                                          | Escritor          | Música        | Notas               |
| --- | ------------------------------------------------- | ------------------------------------------------ | ----------------- | ------------- | ------------------- |
| 1   | Hua Chenyu                                        | Jackdaw Teenagers (寒鸦少年)                     | Ding Yanxue       | Hua Chenyu    | (canción de inicio) |
| 2   | Xiao Zhan, Peng Chuyue, Gu Jiacheng y Wu Jiacheng | Battle Through the Heavens (斗破苍穹)            | Chen Xi           | Chen Xi       | (tema de cierre)    |
| 3   | Wu Jiacheng                                       | Song of Cultivation (修炼歌)                     | Chen Xi           | Dong Dongdong |                     |
| 4   | Wei Xun                                           | Mountains, Water and Heart of Youth (山水少年心) | Kun Yadong        | Guo Haowei    |                     |
| 5   | Lin Yun                                           | Granting You (许你)                              | Chen Xi           | Dong Dongdong |                     |
| 6   | Su Qing                                           | Healer's Heart (医心)                            | Kun Yadong        | Guo Haowei    |                     |
| 7   | Saixixi                                           | Wait for Me (等我)                               | Wang Zhu          | Wang Zi       |                     |
| 8   | Li Zifeng                                         | Burning Day (焚天)                               | Sheng Hao y Three | Three         |                     |
| 9   | Liu Meitong                                       | Scent of Dreams (梦留香)                         | Wang Zhu          | Wang Zi       |                     |
| 10  | -                                                 | Hero (英雄)                                      | -                 | Dong Dongdong |                     |

## Producción
La serie fue una adaptación del manga chino "Doupo Cangqiong" del autor Tiancan Tudou. También es conocida como "Fights Break Sphere".
Fue dirigida por Rongguang Yu y cuenta con el apoyo del escritor Zhang Ting.
El 16 de enero del 2017 se anunció que el actor chino Leo Wu interpretaría el papel principal de la serie, Xiao Yan. También se anunció que el papel principal de Xiao Xun'er, la protagonista femenina, sería interpretado por la actriz china Lin Yun.
La fotografía principal comenzó esa misma fecha y tuvo lugar en varias locaciones, entre ellas Hengdian World Studios, Xiangshan World Studio, Yunnan, Duyun.
La serie terminó sus filmaciones en julio del 2017 y fue estrenada el 3 de septiembre del 2018. 
Contó con el apoyo de las compañías productoras "Wanda Media" y "New Classics Media". 